# Serie 334 de Renfe
La serie 334 de Renfe es el modelo Euro 3000 del fabricante Vossloh. Se trata de locomotoras diésel-eléctricas preparadas para el transporte de viajeros a 200 km/h por líneas convencionales sin electrificar, siendo estas características necesarias para el parque de Renfe Operadora, ya que las únicas locomotoras diésel con capacidad para circular a 200 km/h hasta la adjudicación de las 28 unidades de esta serie, las serie 354 de Renfe, habían sufrido una serie de infortunios. 

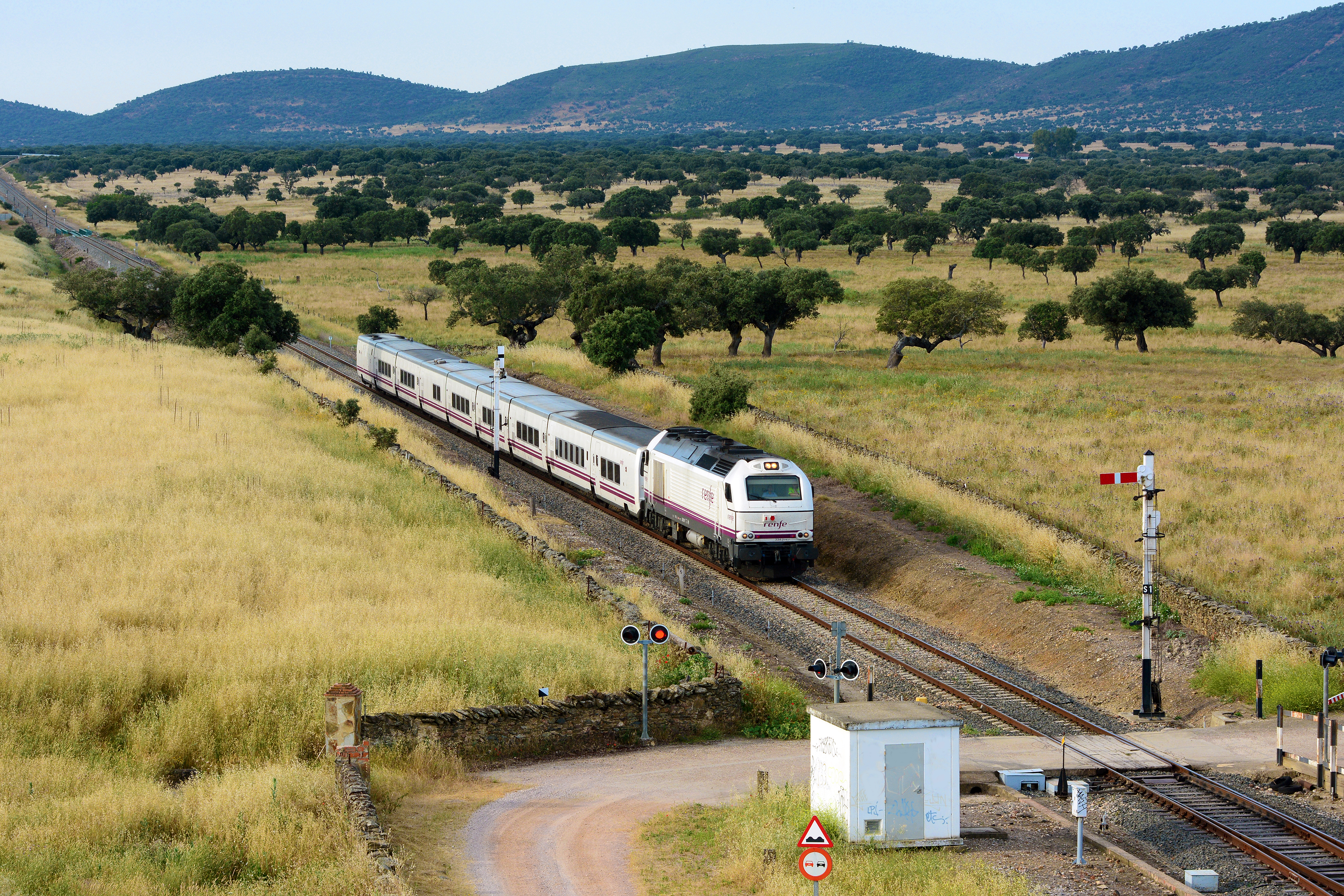
Renfe 334.014 + Talgo

Además unido a las bajas, en 2004 Renfe Operadora comenzó a ofrecer un servicio Altaria entre Madrid y la Región de Murcia que tuvo un gran éxito aumentando la necesidad de estas locomotoras.
Fabricadas por la factoría valenciana de Vossloh, esta serie es muy similar a las unidades reformadas de la serie 333 (subseries 300 y 400). Aprovecha elementos de la serie 319 como la calefacción, alternador y generador principal y los equipos Tren Tierra y ASFA de varios locomotoras de la serie 333 que han sido dadas de baja. Los bogies son de ancho ibérico (1668 mm) pero los bastidores están preparados para cambio de bogies de ancho UIC. Soportan una aceleración lateral en curva de 1m/s².